# Cantone di Seurre
Il Cantone di Seurre era una divisione amministrativa dell'arrondissement di Beaune.
A seguito della riforma approvata con decreto del 18 febbraio 2014, che ha avuto attuazione dopo le elezioni dipartimentali del 2015, è stato soppresso.

## Composizione
Comprendeva i comuni di:
- Auvillars-sur-Saône
- Bagnot
- Bonnencontre
- Bousselange
- Broin
- Chamblanc
- Chivres
- Corberon
- Corgengoux
- Glanon
- Grosbois-lès-Tichey
- Jallanges
- Labergement-lès-Seurre
- Labruyère
- Lanthes
- Lechâtelet
- Montmain
- Pagny-la-Ville
- Pagny-le-Château
- Pouilly-sur-Saône
- Seurre
- Tichey
- Trugny